# Alonso Chisciano
Alonso Chisciano (in spagnolo Alonso Quijano), meglio conosciuto come don Chisciotte della Mancia (don Quijote de la Mancha), è un personaggio letterario, protagonista del romanzo in due parti Don Chisciotte della Mancia dello scrittore spagnolo Miguel de Cervantes. Inizialmente un nobile di campagna di basso rango, lettore accanito di romanzi cavallereschi, impazzisce e poi assume il nome di don Chisciotte; trascinando sé stesso e quello che diverrà il suo scudiero, il contadino Sancio Panza, in una serie di avventure paradossali che quasi sempre avranno un triste epilogo.
Il personaggio di don Chisciotte sembra essere stato ispirato a Cervantes dai membri della nobile famiglia degli Acquaviva d'Aragona, duchi di Atri (nell'attuale provincia di Teramo, in Abruzzo), estintasi nel 1757. Infatti Cervantes, nella premessa dell’altra sua opera, La Galatea, ricorda di aver lavorato come «camarero» (addetto ai servizi di gran cerimoniere) alla corte dei duchi Acquaviva di Atri, e in particolare a servizio del giovane Giulio Acquaviva d'Aragona, figlio del decimo duca di Atri, Giangirolamo II Acquaviva d'Aragona, legato pontificio straordinario a Madrid, dove conobbe il Cervantes. Di Giulio, divenuto poi cardinale, il romanziere spagnolo descrive il particolare carattere, oltremodo desideroso di avventure e di gloria, con tratti simili a quelli del personaggio letterario.
Altro membro della nobile casata ispiratore del personaggio potrebbe essere stato Giovanni Francesco Acquaviva d'Aragona, nobile ed impavido condottiero, famoso per il coraggio e l'avventatezza in battaglia, di cui è famoso il dipinto eseguito nel 1551 dal grande maestro della scuola veneziana Tiziano Vecellio (in seguito trafugato dal palazzo ducale di Atri dagli austriaci del nobile Carlo III di Borbone durante le battaglie contro gli Spagnoli, e ora esposto in Germania nei musei di Kassel) in cui lo ritrae con le armi e le "chisciotte", che erano i calzoni leggermente bombati e che hanno dato nome al personaggio stesso.
Il Cervantes combatte, al fianco del decimo Duca di Atri Gian Girolamo I Acquaviva d'Aragona (1521-1592), capitano generale del "corpo degli avventurieri" (corpo di nobili volontari) istituito dal Papa Pio V, imbarcato come militare nelle flotte cristiane della Lega Santa, nella battaglia di Lepanto nel 1571 contro gli Ottomani, rimanendo gravemente ferito da un colpo di archibugio e perdendo l'uso della mano sinistra, e si dice che proprio durante la convalescenza presso l'ospedale di Messina ebbe inizio la stesura del romanzo. Anche il nome del personaggio di Dulcinea del Toboso, la nobile dama amata da don Chischiotte, sembra legato al periodo di alcuni mesi trascorso dal Cervantes ad Atri, nelle terre d'Abruzzo, fra il 1570 e il settembre del 1571, in attesa di imbarcarsi per la spedizione militare contro l'Impero Ottomano, poi culminata nella battaglia di Lepanto.
Infatti, alla fine del XV secolo giunsero nell'allora borgo di Silvi (dominato dalla potente vicina città di Atri e quindi dagli Acquaviva) molte famiglie cristiane provenienti dalle terre dell'attuale Montenegro, e in particolare numerose famiglie giunsero dalla città di Dulcigno, così chiamata dai Veneziani e che faceva parte dei domini dello "Stato da Mar" della Repubblica di Venezia, l'attuale Ulcinj, situata nell'estremità meridionale della Dalmazia, che nel 1571 fu conquistata dagli Ottomani. Tali famiglie di dalmati, come in seguito anche gli abitanti dell'attuale città di Silvi, che ne avevano acquisito alcuni usi e costumi (come la venerazione del santo Leone Martire), furono chiamati fino agli inizi del secolo XX dalle locali genti abruzzesi con l'appellativo di "dulcignotti".

## Apparizioni
Il personaggio Don Chisciotte non compare solo nei due libri di Cervantes, ma anche in un altro testo, apocrifo, scritto da un autore con lo pseudonimo di Alonso Fernández de Avellaneda, pubblicato nel 1614.
Quindi, le gesta del cavaliere errante sono raccontate in tre libri:
- Don Chisciotte della Mancia (titolo originale: El ingenioso hidalgo don Quijote de la Mancha) 1605 di Cervantes;
- Il Don Chisciotte di Avellaneda (titolo originale: Segundo tomo del Ingenioso Hidalgo don Quijote de la Mancha) 1614 apocrifo;
- Don Chisciotte della Mancia - seconda parte (titolo originale: El ingenioso caballero don Quijote de la Mancha) 1615 di Cervantes.

Inoltre il personaggio Don Chisciotte appare in innumerevoli imitazioni e continuazioni.
- In Spagna (oltre all'Avellaneda) troviamo altri esempi come "El pastor Quijótiz" dello scrittore aragonese Jose Camon Aznar (1969).
- In Francia, partendo dagli ultimi decenni del XVII secolo, François Filleau de Saint-Martin, traduttore francese del Don Chisciotte, scrive la "Mirabile storia di Don Chisciotte" (in francese: Histoire de l'admirable Don Quichotte de la Manche). Il lavoro di Filleau Saint-Martin viene seguito da Challe e da altri autori.
- Ci sono poi esempi ispanici e in altre lingue, storie che raccontano di altri personaggi creati dal Cervantes. Parecchie quelle che narrano dello scudiero Sancio Panza, ma anche i lavori di Jose Mesa Abaurre (nel 1901) e Andrés Trapiello (nel 2004) che sono incentrate sugli eventi che accadono nel villaggio di Don Chisciotte dopo la sua morte.